# Comuni della Francia
Il comune (in francese: commune) è la più piccola suddivisione amministrativa di 3º livello della Francia, la 5ª territoriale, che corrisponde generalmente al territorio di una città o di un villaggio. La sua superficie e la popolazione possono variare notevolmente (dal comune più popolato, Parigi, con due milioni di abitanti, si arriva agli zero abitanti di tre comuni).
Al 1º gennaio 2018 erano presenti in Francia 35 357 comuni (di cui 129 oltremare) che coprivano tutto il territorio (eccetto Wallis e Futuna e alcune zone senza popolazione permanente); secondo uno studio del 2003 essi erano la metà del numero totale dei comuni dell'Unione europea a 15.

## Ordinamento

### Storia
I comuni moderni furono creati durante la rivoluzione francese, il 14 dicembre 1789, per uniformare il territorio francese, allora diviso in differenti tipi di circoscrizione (parrocchie e comuni), quando furono create anche altre suddivisioni amministrative: i dipartimenti, gli arrondissement e i cantoni.
Il termine di "comune", nel senso contemporaneo di amministrazione del territorio, è stabilito dal decreto della Convenzione nazionale del 10 brumaio anno II (31 ottobre 1793): «La Convenzione Nazionale, su proposta di un suo componente, decreta che tutte le denominazioni di città, borgo o villaggio siano soppresse e che siano sostituite da quella di comune». I componenti del consiglio municipale erano eletti a suffragio censitario. Il sindaco era nominato dal governo centrale per i comuni più popolosi, dal prefetto per gli altri.
Fu la legge municipale del 5 aprile 1884 a stabilire che il consiglio municipale fosse eletto a suffragio diretto.

### Ruolo e amministrazione
Malgrado le differenze di popolazione e di superficie tra i comuni francesi, tutti sono caratterizzati dalla stessa struttura amministrativa e tutti hanno le stesse competenze legali, con l'eccezione di Parigi e, parzialmente, Lione e Marsiglia.
Un comune è amministrato da un consiglio municipale, i cui membri sono eletti a suffragio universale per sei anni. Il consiglio municipale elegge al proprio interno il sindaco (maire), che ha la responsabilità tra le altre cose di applicare le decisioni del consiglio, e i suoi adjoints (figure simili agli assessori italiani), che possono ricevere certe deleghe.
Il numero dei consiglieri municipali è determinato in base alla popolazione del comune, con un minimo di sette. Le sedute del consiglio sono pubbliche, ma solo i consiglieri possono prendere parola. Le risorse finanziarie di un comune sono costituite essenzialmente dalle tasse sulla proprietà immobiliare e sulle attività professionali (versate dagli artigiani, i commercianti e le imprese); si occupa dell'amministrazione locale (gestione dell'acqua, permessi di costruzione e così via). In quanto rappresentante dello Stato nel comune, il sindaco ha l'incarico di ufficiale di stato civile (per nascite, matrimoni, divorzi, decessi) e dispone anche di poteri di polizia, tranne che a Parigi dove questi poteri sono affidati al "prefetto di polizia", alle direttive del governo nazionale.
Il sistema elettorale prevede l'assegnazione in blocco di metà dei seggi del Consiglio municipale alla lista classificatasi in testa al primo o all'eventuale secondo turno di votazioni, cui accedono le liste che abbiano conseguito un decimo dei suffragi. Sulla base dell'ultimo turno celebratosi, l'altra metà degli scranni è divisa proporzionalmente con metodo D'Hondt fra tutte le liste che abbiano conseguito almeno un ventesimo dei suffragi. Le liste sono bloccate. Il Consiglio di Parigi, come quello di Lione e Marsiglia, sono eletti allo stesso modo, ma su liste di circondario.
Nei Comuni sotto i 1 000 abitanti invece, viene utilizzato un primitivo metodo maggioritario plurinominale con panachage, in cui gli elettori hanno tanti voti quanti sono i seggi da coprire. Il risultato è frequentemente una dittatura della maggioranza in tali piccoli centri, nei quali spesso non sono presenti consiglieri d'opposizione.
I tre comuni più popolati (Parigi, Lione e Marsiglia) sono a loro volta suddivisi in arrondissement municipali (circondari municipali) (che non hanno nessun rapporto con gli arrondissement dipartimentali, un'altra divisione amministrativa francese), ma le loro competenze sono poche, non avendo tra l'altro a disposizione un bilancio proprio.
Ci sono in Francia circa 500 000 consiglieri municipali (sindaci inclusi).

### Divisioni comunali e intercomunalità
Molti comuni francesi sono divisi tra diversi cantoni, non solo i comuni con una certa popolazione, ma in passato anche quelli molto piccoli come Lacq. Questi casi sono diversi dalle intercomunalità, associazioni di più comuni.
Alcune competenze possono essere poi trasferite a delle strutture amministrative intercomunali, cioè formate da più comuni.
L'immensa maggioranza dei comuni francesi (il 90%) conta meno di 2 000 abitanti. Per questo si è pensato di ridurre il numero di comuni tramite un meccanismo di fusione. Introdotto con la legge del 16 luglio 1971, detta legge Marcellin, questo meccanismo può dar luogo a un nuovo e unico comune che raggruppa i comuni fusi, oppure anche a conferire a due comuni che si fondono i titoli a uno di "capoluogo" e all'altro di "comune associato". Nella dinamica della legge erano state previste circa 3 500 fusioni coinvolgendo 10 000 comuni. Nel 1982 si contavano tuttavia solo 810 fusioni e 1 952 comuni interessati.

## Statistiche

### Numero di comuni
| 1º gennaio | Francia metropolitana | Francia metropolitana | DOM-TOM | totale |
| ---------- | --------------------- | --------------------- | ------- | ------ |
| 1999       | 36 565                | –                     | 114     | 36 679 |
| 2000       | 36 566                | +1                    | 114     | 36 680 |
| 2001       | 36 563                | -3                    | 114     | 36 677 |
| 2002       | 36 565                | +2                    | 114     | 36 679 |
| 2003       | 36 564                | -1                    | 114     | 36 678 |
| 2004       | 36 568                | +4                    | 114     | 36 682 |
| 2005       | 36 570                | +2                    | 114     | 36 684 |
| 2006       | 36 571                | +1                    | 114     | 36 685 |
| 2007       | 36 569                | -2                    | 114     | 36 683 |
| 2008       | 36 569                | =                     | 112     | 36 681 |
| 2009       | 36 568                | -1                    | 112     | 36 680 |

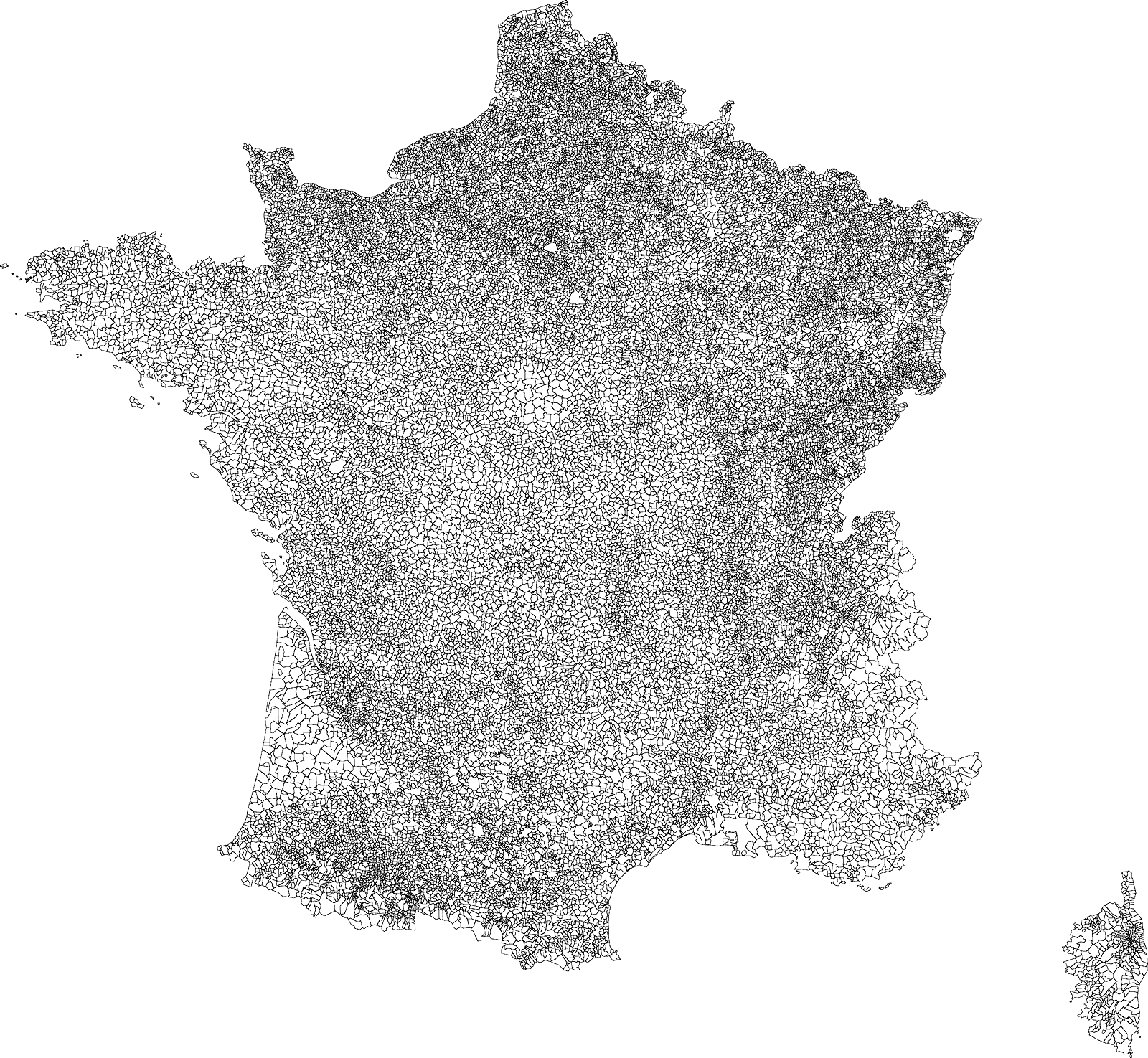
Mappa dei 36569 comuni della Francia metropolitana (al 1º gennaio 2008).

Al 1º gennaio 2011 la Francia contava 36 780 comuni così ripartiti:
- 36 568 nella Francia metropolitana[6],
- 129 nei dipartimenti e regioni d'oltremare[6],
- 83 nelle collettività d'oltremare[7].

Tale numero è nettamente superiore a quello degli altri Paesi europei: la Germania ha quasi 11 000 comuni, la Spagna e l'Italia circa 8 000.
La totalità del territorio francese è diviso in comuni a eccezione di:
- Wallis e Futuna, divise in tre regni;
- le Terre australi e antartiche francesi.

La lista seguente ricapitola il numero di comuni per dipartimento o comunità d'oltremare. Generalmente si contano più comuni nei dipartimenti del nord e dell'est della Francia, mentre nella prima periferia parigina e oltremare le divisioni sono più rade.
| - 894 - Passo di Calais - 816 - Aisne - 783 - Somme - 745 - Senna Marittima - 730 - Mosella - 707 - Côte-d'Or - 705 - Calvados - 693 - Oise - 675 - Eure - 652 - Nord - 620 - Marna - 602 - Manica - 594 - Doubs - 594 - Meurthe e Mosella - 588 - Alta Garonna - 573 - Saona e Loira - 557 - Dordogna - 547 - Pirenei Atlantici - 545 - Giura - 545 - Alta Saona - 542 - Gironda - 533 - Isère - 526 - Basso Reno - 515 - Vosgi - 514 - Senna e Marna - 505 - Orne - 500 - Mosa - 474 - Alti Pirenei - 472 - Charente Marittima - 470 - Puy-de-Dôme - 463 - Ardenne - 463 - Gers - 454 - Yonne - 438 - Aude - 433 - Aube | - 432 - Alta Marna - 419 - Ain - 404 - Charente - 403 - Eure-et-Loir - 377 - Alto Reno - 375 - Sarthe - 373 - Côtes-d'Armor - 369 - Drôme - 363 - Maine e Loira - 353 - Gard - 352 - Ille-et-Vilaine - 343 - Hérault - 340 - Lot - 339 - Ardèche - 334 - Loiret - 332 - Ariège - 331 - Landes - 327 - Loira - 324 - Tarn - 320 - Allier - 319 - Lot e Garonna - 312 - Nièvre - 307 - Deux-Sèvres - 305 - Savoia - 304 - Aveyron - 294 - Alta Savoia - 293 - Rodano - 291 - Loir-et-Cher - 290 - Cher - 286 - Corrèze - 283 - Finistère - 282 - Vandea - 281 - Vienne - 277 - Indre e Loira - 262 - Yvelines | - 261 - Mayenne - 261 - Morbihan - 260 - Cantal - 260 - Creuse - 260 - Alta Loira - 247 - Indre - 236 - Alta Corsica - 226 - Pirenei Orientali - 221 - Loira Atlantica - 201 - Alta Vienne - 200 - Alpi dell'Alta Provenza - 196 - Essonne - 195 - Tarn e Garonna - 185 - Lozère - 185 - Val-d'Oise - 177 - Alte Alpi - 163 - Alpi Marittime - 153 - Var - 151 - Vaucluse - 124 - Corsica del Sud - 119 - Bocche del Rodano - 102 - Territorio di Belfort - 48 - Polinesia francese - 47 - Valle della Marna - 40 - Senna-Saint-Denis - 36 - Hauts-de-Seine - 34 - Guadalupa - 34 - Martinica - 33 - Nuova Caledonia - 24 - Riunione - 22 - Guyana francese - 17 - Mayotte - 2 - Saint-Pierre e Miquelon - 1 - Parigi - 1 - Clipperton |

### Modificazioni territoriali
Il numero totale di comuni in Francia non è fisso e si evolve. Dal 1º gennaio 2006 si sono avute le seguenti modificazioni territoriali:
- 1º marzo 2006:
  - creazione di Cuisles per distacco da Châtillon-sur-Marne (Marna).[8]
- 1º settembre 2006:
  - fusione di Argenton-Château, Boësse e Sanzay con il nome di Argenton-les-Vallées (Deux-Sèvres).[9]
- 1º gennaio 2007:
  - ricreazione di Bosselshausen e di Kirrwiller per distaccamento da Kirrwiller-Bosselshausen (Basso Reno);[10]
  - fusione di Tancua in Morbier (Giura);[11]
  - fusione di Frohen-le-Grand e Frohen-le-Petit con il nome di Frohen-sur-Authie (Somme).[12]
- 28 febbraio 2007:
  - fusione di Graignes e Le Mesnil-Angot con il nome di Graignes-Mesnil-Angot (Manica).[13]
- 29 giugno 2007:
  - fusione di Guitalens e Lalbarède nel nuovo comune di Guitalens-L'Albarède (Tarn).[14]
- 1º gennaio 2008:
  - creazione di Verquigneul, distaccato da Béthune (Passo di Calais);[15]
  - creazione del comune di Saint-Symphorien per distaccamento di parte del comune di Hédé e Bazouges-sous-Hédé (Ille-et-Vilaine).[16]
- 28 febbraio 2008:
  - creazione di Rosoy, distaccato da Sens (Yonne).[17]
- 13 febbraio 2008:
  - creazione di Lieoux, distaccato da Saint-Gaudens (Alta Garonna).[18]
- 1º gennaio 2009:
  - fusione di Blessey e Saint-Germain-Source-Seine nel nuovo comune di Source-Seine (Côte-d'Or).
- 9 dicembre 2010:
  - fusione di Saint-Pol-sur-Mer e Fort-Mardyck, che diventano comuni associati con Dunkerque.

#### Cambio di dipartimento
La città di Han-devant-Pierrepont, fino al 1997 parte del dipartimento della Mosa, appartiene ora a quello della Meurthe e Mosella.
Il comune di Locunolé, fino al 1857 parte del dipartimento del Morbihan, appartiene ora a quello del Finistère.

### Popolazione
Dati del censimento 1999, popolazione senza doppi conti
La popolazione mediana dei comuni della Francia metropolitana è di 380 abitanti (a titolo di paragone, quella dei comuni belgi è di 11 265 abitanti, dei comuni italiani di 2 343 abitanti e spagnoli di 5 505 abitanti). La popolazione media è di 1 542 abitanti.
In Francia metropolitana 31 927 comuni hanno meno di 2 000 abitanti (25,3% della popolazione totale), 3 764 tra 2 000 e 10 000 abitanti (25,5%), 762 tra 10 000 e 50 000 abitanti (25,3%), 102 tra 50 000 e 200 000 abitanti (14,4%), 10 più di 200 000 abitanti (8,9%). Più di 10 000 comuni non raggiungono 200 abitanti.
Il comune più popolato è Parigi (2 125 246 abitanti). Il più densamente popolato nel 1999 era Le Pré-Saint-Gervais (Senna-Saint-Denis, 23 396 ab/km²). Le stime INSEE del 2004 hanno indicato invece Levallois-Perret (Hauts-de-Seine) con 25 934 ab/km². Il comune urbano (comune con una zona di più di 2 000 abitanti con abitazioni distanti al massimo 200 metri) meno densamente popolato è Arles (Bocche del Rodano, 67 ab/km²).
Sei comuni totalmente devastati dopo la battaglia di Verdun del 1916 non furono mai ricostruiti e non hanno abitanti: Beaumont-en-Verdunois, Bezonvaux, Cumières-le-Mort-Homme, Fleury-devant-Douaumont, Haumont-près-Samogneux e Louvemont-Côte-du-Poivre. Sono qualificati come comuni morti per la Francia; ciascuno di essi è amministrato da un consiglio municipale di tre membri nominati dal prefetto della Mosa.
Tra gli altri comuni Rochefourchat (Drôme) ha un solo abitante, Leménil-Mitry (Meurthe e Mosella) e Rouvroy-Ripont (Marna) due abitanti.
La tabella seguente mostra i comuni con più di 200 000 abitanti:
|    | Comune        | Popolazione (2017) |
| -- | ------------- | ------------------ |
| 1  | Parigi        | 2 187 526          |
| 2  | Marsiglia     | 863 310            |
| 3  | Lione         | 516 092            |
| 4  | Tolosa        | 479 533            |
| 5  | Nizza         | 340 017            |
| 6  | Nantes        | 309 346            |
| 7  | Montpellier   | 285 121            |
| 8  | Strasburgo    | 280 966            |
| 9  | Bordeaux      | 254 436            |
| 10 | Lilla         | 232 787            |
| 11 | Rennes        | 216 815            |
| 12 | Reims         | 180 318            |
| 13 | Le Havre      | 165 830            |
| 14 | Saint-Étienne | 172 569            |
| 15 | Tolone        | 169 634            |
| 16 | Grenoble      | 158 240            |
| 17 | Digione       | 159 346            |

Fonte: INSEE

### Superficie
- I territori comunali sono delimitati dal catasto.
- La superficie media di un comune della Francia metropolitana è di 14,88 km², la superficie mediana di 10,73 km². Per la presenza di numerosi comuni di scarse dimensioni, la Francia si distingue per la bassa superficie mediana: in Germania la superficie mediana è quasi ovunque superiore ai 15 km², in Italia è di 22 km², in Spagna di 35 km², in Belgio di 40 km². Più di 15 000 comuni hanno una superficie compresa tra 2,5 e 10 km².
- Oltremare i comuni sono in genere più grandi che in Francia metropolitana e possono raggruppare villaggi relativamente distanti.
- Il comune più esteso è Maripasoula (Guyana francese, 3 710 abitanti) con 18360 km². Nella Francia metropolitana Arles (758,93 km²) e Val-Cenis (408,05 km²) sono i due comuni più estesi.
- Il comune più piccolo è Castelmoron-d'Albret (Gironda, 62 abitanti) con 0,0376 km². Plessix-Balisson (0,08 km², Côtes-d'Armor, 83 abitanti, enclave nel territorio di Ploubalay) e Vaudherland (0,09 km², Val-d'Oise, 88 abitanti) sono gli altri comuni più piccoli.

#### Totalità del territorio
I 51 comuni più estesi di Francia (oltremare incluso):
|    | Comune                     | Suddivisione       | Superficie (km2) |
| -- | -------------------------- | ------------------ | ---------------- |
| 1  | Maripasoula                | Guyana francese    | 18 360           |
| 2  | Régina                     | Guyana francese    | 12 130           |
| 3  | Camopi                     | Guyana francese    | 10 030           |
| 4  | Mana                       | Guyana francese    | 6 339            |
| 5  | Saint-Élie                 | Guyana francese    | 5 680            |
| 6  | Saint-Laurent-du-Maroni    | Guyana francese    | 4 830            |
| 7  | Saül                       | Guyana francese    | 4 475            |
| 8  | Roura                      | Guyana francese    | 3 903            |
| 9  | Iracoubo                   | Guyana francese    | 2 762            |
| 10 | Papaïchton                 | Guyana francese    | 2 628            |
| 11 | Saint-Georges-de-l'Oyapock | Guyana francese    | 2 320            |
| 12 | Kourou                     | Guyana francese    | 2 160            |
| 13 | Grand-Santi                | Guyana francese    | 2 112            |
| 14 | Apatou                     | Guyana francese    | 2 020            |
| 15 | Yaté                       | Nuova Caledonia    | 1 356            |
| 16 | Sinnamary                  | Guyana francese    | 1 340            |
| 17 | Remire-Montjoly            | Guyana francese    | 1 181            |
| 18 | Lifou                      | Nuova Caledonia    | 1 170            |
| 19 | Ouanary                    | Guyana francese    | 1 080            |
| 20 | Hienghène                  | Nuova Caledonia    | 1 069            |
| 21 | Thio                       | Nuova Caledonia    | 998              |
| 22 | Houaïlou                   | Nuova Caledonia    | 941              |
| 23 | Boulouparis                | Nuova Caledonia    | 866              |
| 24 | Poya                       | Nuova Caledonia    | 846              |
| 25 | Voh                        | Nuova Caledonia    | 842              |
| 26 | Bourail                    | Nuova Caledonia    | 825              |
| 27 | Arles                      | Bocche del Rodano  | 759              |
| 28 | Kaala-Gomen                | Nuova Caledonia    | 738              |
| 29 | Païta                      | Nuova Caledonia    | 726              |
| 30 | Ponérihouen                | Nuova Caledonia    | 708              |
| 31 | Pouembout                  | Nuova Caledonia    | 691              |
| 32 | Ouégoa                     | Nuova Caledonia    | 678              |
| 33 | Poindimié                  | Nuova Caledonia    | 675              |
| 34 | Maré                       | Nuova Caledonia    | 670              |
| 35 | Le Mont-Dore               | Nuova Caledonia    | 649              |
| 36 | Montsinéry-Tonnegrande     | Guyana francese    | 600              |
| 37 | Koumac                     | Nuova Caledonia    | 563              |
| 38 | Poum                       | Nuova Caledonia    | 529              |
| 39 | La Foa                     | Nuova Caledonia    | 506              |
| 40 | Canala                     | Nuova Caledonia    | 448              |
| 41 | Val-Cenis                  | Savoia             | 408              |
| 42 | Koné                       | Nuova Caledonia    | 406              |
| 43 | Kouaoua                    | Nuova Caledonia    | 391              |
| 44 | Nuku Hiva                  | Polinesia francese | 388              |
| 45 | Macouria                   | Guyana francese    | 378              |
| 46 | Saintes-Maries-de-la-Mer   | Bocche del Rodano  | 375              |
| 47 | Moindou                    | Nuova Caledonia    | 346              |
| 48 | Hiva Oa                    | Polinesia francese | 327              |
| 49 | Touho                      | Nuova Caledonia    | 290              |
| 50 | Dumbéa                     | Nuova Caledonia    | 258              |
| 51 | Laruns                     | Pirenei Atlantici  | 249              |

1. ↑  Comune più esteso della Francia metropolitana
2. ↑  SecondoTerzo comune più esteso della Francia metropolitana
3. ↑  Terzo comune più esteso della Francia metropolitana
4. ↑  Quarto comune più esteso della Francia metropolitana

Dati: Institut géographique national.

#### Francia metropolitana
I 31 comuni più estesi in Francia metropolitana:
|    | Comune                   | Dipartimento            | Superficie (km2) |
| -- | ------------------------ | ----------------------- | ---------------- |
| 1  | Arles                    | Bocche del Rodano       | 758,93           |
| 2  | Val-Cenis                | Savoia                  | 408,05           |
| 3  | Saintes-Maries-de-la-Mer | Bocche del Rodano       | 374,61           |
| 4  | Laruns                   | Pirenei Atlantici       | 248,96           |
| 5  | Chamonix-Mont-Blanc      | Alta Savoia             | 245,46           |
| 6  | Marsiglia                | Bocche del Rodano       | 240,62           |
| 7  | Les Belleville           | Savoia                  | 226,84           |
| 8  | Saint-Fargeau            | Yonne                   | 220,23           |
| 9  | Bressuire                | Deux-Sèvres             | 218,39           |
| 10 | Saint-Martin-de-Crau     | Bocche del Rodano       | 214,87           |
| 11 | Lacanau                  | Gironda                 | 214,02           |
| 12 | Saint-Paul-sur-Ubaye     | Alpi dell'Alta Provenza | 205,55           |
| 13 | Sartena                  | Corsica del Sud         | 200,19           |
| 14 | Névache                  | Alte Alpi               | 191,93           |
| 15 | Hourtin                  | Gironda                 | 190,50           |
| 16 | Calenzana                | Alta Corsica            | 182,77           |
| 17 | Aix-en-Provence          | Bocche del Rodano       | 180,68           |
| 18 | La Teste                 | Gironda                 | 180,20           |
| 19 | Haguenau                 | Basso Reno              | 180,00           |
| 20 | Bourg-Saint-Maurice      | Savoia                  | 179,07           |
| 21 | Termignon                | Savoia                  | 178,34           |
| 22 | Tenda                    | Alpi Marittime          | 177,47           |
| 23 | Carcans                  | Gironda                 | 175,40           |
| 24 | Saint-Étienne-de-Tinée   | Alpi Marittime          | 173,81           |
| 25 | Narbona                  | Aude                    | 172,96           |
| 26 | Fontainebleau            | Senna e Marna           | 172,05           |
| 27 | Porto Vecchio            | Corsica del Sud         | 168,65           |
| 28 | Millau                   | Aveyron                 | 168,22           |
| 29 | Prads-Haute-Bléone       | Alpi dell'Alta Provenza | 165,64           |
| 30 | Auzat                    | Ariège                  | 162,74           |
| 31 | Nîmes                    | Gard                    | 161,85           |

Dati dell'Institut national d'études démographiques.
Parigi ha una superficie di 105,40 km².

### Estremità geografiche

#### Francia continentale
Dalla Francia continentale viene sempre esclusa la Guyana francese, che tuttavia si trova sulla terraferma.
| Posizione | Comune      | Coordinate  | Regione      | Dipartimento      |
| --------- | ----------- | ----------- | ------------ | ----------------- |
| Nord      | Bray-Dunes  | 51°04′00″ N | Alta Francia | Nord              |
| Sud       | Lamanère    | 42°22′00″ N | Occitania    | Pirenei Orientali |
| Ovest     | Le Conquet  | 4°46′00 W   | Bretagna     | Finistère         |
| Est       | Lauterbourg | 8°10′00″E   | Grande Est   | Basso Reno        |

#### Francia metropolitana
| Posizione | Comune     | Coordinate  | Regione      | Dipartimento    |
| --------- | ---------- | ----------- | ------------ | --------------- |
| Nord      | Bray-Dunes | 51°04′00″ N | Alta Francia | Nord            |
| Sud       | Bonifacio  | 41°23′15″N  | Corsica      | Corsica del Sud |
| Ovest     | Ouessant   | 5°06′00"W   | Bretagna     | Finistère       |
| Est       | Aleria     | 9°30′48″E   | Corsica      | Alta Corsica    |

#### Francia
| Posizione | Comune       | Coordinate   | Regione / TOM - DROM | Dipartimento / Suddivisione |
| --------- | ------------ | ------------ | -------------------- | --------------------------- |
| Nord      | Bray-Dunes   | 51°04′00″ N  | Alta Francia         | Nord                        |
| Sud       | Rapa         | 17°35′24″ S  | Polinesia francese   | Isole Australi              |
| Ovest     | Rimatara     | 152°51′21″ W | Polinesia francese   | Isole Australi              |
| Est       | Île des Pins | 167°29′00″ E | Nuova Caledonia      | Provincia Sud               |

#### Nome

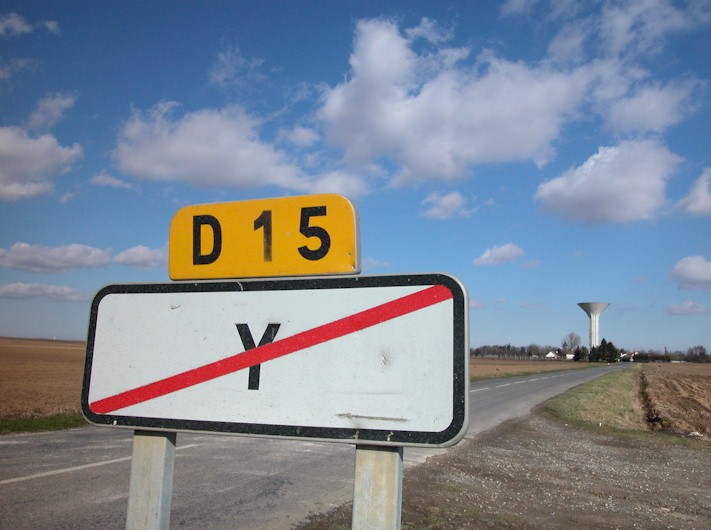
Cartello che indica la fine del comune di Y.

- I comuni francesi con il nome più lungo sono Saint-Remy-en-Bouzemont-Saint-Genest-et-Isson (Marna, 592 abitanti, di 45 caratteri), Saint-Germain-de-Tallevende-la-Lande-Vaumont (Calvados, 1 731 abitanti, di 44 caratteri) e Beaujeu-Saint-Vallier-Pierrejux-et-Quitteur (Alta Saona, 739 abitanti, di 43 caratteri); tutti e tre sono di 38 lettere alfabetiche.
- Al contrario, il comune francese con il nome più breve è Y (Somme, 89 abitanti). Quindici altri comuni hanno un nome di due lettere (Ay, Bû, By, Eu, Fa, Gy, Oô, Oz, Py, Ri, Ry, Sy, Ur, Us e Uz).
- Il primo comune in ordine alfabetico è Aast (Pirenei Atlantici, 190 abitanti); l'ultimo Zuytpeene (Nord, 469 abitanti).
- 3 927 comuni iniziano per «Saint» (10,7% dei comuni francesi), tra cui Le Saint. Il santo più frequente è Saint-Martin (222 comuni), seguito da Saint-Jean (170 comuni) e Saint-Pierre (155 comuni). 471 altri comuni hanno il termine «Saint» nel loro nome.
- 334 comuni iniziano per «Sainte» (0,9% dei comuni francesi), tra cui Saintes. La santa più frequente è Sainte-Marie (40 comuni, tra cui Saintes-Maries-de-la-Mer), seguita da Sainte-Colombe (27 comuni) e Sainte-Croix (25 comuni). Sessantadue altri comuni hanno il termine «Sainte» nel loro nome.
- I nomi hanno generalmente origine francese o sono stati francesizzati (come Toulouse dall'occitano Tolosa, Strasbourg dal tedesco Straßburg o Perpignan dal catalano Perpinyà). Molti comuni che sono stati francesizzati o conservano il nome nella lingua di origine:

| Lingua                        | Dipartimento / Regione / Collettività                                           |
| ----------------------------- | ------------------------------------------------------------------------------- |
| Italiano                      | Corsica Alpi Marittime                                                          |
| Bretone                       | Bretagna Loira Atlantica                                                        |
| Basco                         | Pirenei Atlantici                                                               |
| Catalano                      | Pirenei Orientali                                                               |
| Fiammingo e olandese          | Nord                                                                            |
| Tedesco                       | Alsazia Mosella                                                                 |
| Francoprovenzale              | Ain Isère Giura Doubs Loira Rodano Savoia Alta Savoia                           |
| Occitano                      | Aquitania Alvernia Limosino Midi-Pirenei Rodano-Alpi Charente Pirenei Orientali |
| Comoriano                     | Mayotte                                                                         |
| Canaco e lingue austronesiane | Nuova Caledonia                                                                 |
| Lingue polinesiane            | Polinesia francese                                                              |
| Lingue amerindie              | Guyana francese                                                                 |

### Comuni insulari
Comuni formati interamente da una o più isole (senza confini terrestri con altri comuni):
| Comune           | Dipartimento       | Regione           |
| ---------------- | ------------------ | ----------------- |
| Île-d'Aix        | Charente Marittima | Nuova Aquitania   |
| Île-d'Arz        | Morbihan           | Bretagna          |
| Île-de-Batz      | Finistère          | Bretagna          |
| Île-de-Bréhat    | Côtes-d'Armor      | Bretagna          |
| Groix            | Morbihan           | Bretagna          |
| Hœdic            | Morbihan           | Bretagna          |
| Île-d'Houat      | Morbihan           | Bretagna          |
| Île-aux-Moines   | Morbihan           | Bretagna          |
| Île-Molène       | Finistère          | Bretagna          |
| Ouessant         | Finistère          | Bretagna          |
| Île-de-Sein      | Finistère          | Bretagna          |
| L'Île-d'Yeu      | Vandea             | Paesi della Loira |
| Saint-Martin     | Saint-Martin       | Saint-Martin      |
| Saint-Barthélemy | Saint-Barthélemy   | Saint-Barthélemy  |

Inoltre ci sono due comuni su isole fluviali che non confinano con altri comuni:
| Comune            | Regione           | Dipartimento      |
| ----------------- | ----------------- | ----------------- |
| L'Île-Saint-Denis | Île-de-France     | Senna-Saint-Denis |
| Béhuard           | Paesi della Loira | Maine e Loira     |

Comuni posti interamente su isole (con confini terrestri con altri comuni):
- i quattro comuni di Belle Île (Bangor, Le Palais, Locmaria, Sauzon) nel Morbihan (Bretagna)
- i 360 comuni della Corsica
- i 32 comuni della Guadalupa
- i 34 comuni della Martinica
- i 17 comuni di Mayotte
- i quattro comuni dell'isola di Noirmoutier (Barbâtre, L'Épine, La Guérinière, Noirmoutier-en-l'Île) nella Vandea (Paesi della Loira)
- i 33 comuni della Nuova Caledonia
- gli otto comuni dell'isola di Oléron (La Brée-les-Bains, Le Château-d'Oléron, Dolus-d'Oléron, Le Grand-Village-Plage, Saint-Denis-d'Oléron, Saint-Georges-d'Oléron, Saint-Pierre-d'Oléron, Saint-Trojan-les-Bains) nella Charente Marittima (Poitou-Charentes)
- i 48 comuni della Polinesia Francese
- i dieci comuni dell'isola di Ré (Ars-en-Ré, La Couarde-sur-Mer, La Flotte, Le Bois-Plage-en-Ré, Les Portes-en-Ré, Loix, Rivedoux-Plage, Saint-Clément-des-Baleines, Sainte-Marie-de-Ré, Saint-Martin-de-Ré) nella Charente Marittima (Poitou-Charentes)
- i 24 comuni di Riunione
- i due comuni di Saint-Pierre e Miquelon (Miquelon-Langlade e Saint-Pierre)

### Comuni francesi confinanti con due stati
Sei comuni francesi della Francia metropolitana confinano con due Stati:
- Apach con Lussemburgo e Germania
- Auzat e Porta con Spagna e Andorra
- Chamonix-Mont-Blanc con Svizzera e Italia
- Huningue con Germania e Svizzera
- Mont-Saint-Martin con Belgio e Lussemburgo

Un comune francese della Francia d'oltremare nella Guyana francese confina con due Stati:
- Maripasoula con Suriname e Brasile